# Костас Варналіс
Ко́стас Ва́рналіс (грец. Κώστας Βάρναλης; 26 лютого 1884, Бургас, Болгарія — 16 грудня 1974, Афіни) — грецький письменник і громадський діяч.

## Життя та творчість
Народився в Болгарії в родині грецького шевця Яннакоса Бубуса (Варналіс — прізвисько, яке просто вказує на те, що рід походить з Варни). Закінчивши школу та педагогічне училище в Пловдиві, вступив на філософський факультет Афінського університету, після закінчення (1909) якого викладав у гімназії та був директором школи. Викладав також у своїй alma mater. В 1918 отримав державну стипендію й 1919—1921 перебував у Парижі, слухав у Сорбонні лекції з філології та естетики.
Перша його книжка — збірка віршів «Стільники» («Κηρήθρες») вийшла 1905 року, ще коли він був студентом. Її зміст відзначався естетизмом, вірші були перейняті гедоністичними настроями. Сам поет характеризував свої ранні твори (цю збірку та низку журнальних публікацій) як данину діонісійству. Пізніше в світогляді й творчості Варналіса відбулися значні зміни: він перейшов до соціальної тематики, став поборником революційних перетворень у суспільстві (це відбулося бід впливом поразки Греції в греко-турецькій війні 1919—1922 років та революційних подій у Росії, а також знайомства у Парижі з Роменом Ролланом та Анрі Барбюсом). Ці настрої знайшли відображення у його збірках сатиричних віршів «Прочанин» («Ο Προσκυνητής», 1919), «Пекуче світло» («Το Φώς που καίει», вийшла 1922 року в Александрії під псевдонімом Димос Таналіас, перевидана в новій редакції в Афінах 1933 року) та «Раби в облозі» («Σκλάβοι Πολιορκημένοι», 1927). Лірика зміняється на глузування з власників, міщухів, гнівний протест проти війни та насильства. До сатири він звертався й у пізніших поетичних збірках: «Вільний світ» («Ελεύθερος κόσμος», 1965), «Гнів народу» («Οργή λαού», опублікована посмертно в 1975).
Одночасно Варналіс починає писати прозу такого ж напрямку: фейлетони на політичні теми, сатиричні повісті-памфлети «Народ скопців» («Ο λαός των μουνούχων», 1923, теж під псевдонімом Димос Таналіас), «Справжня апологія Сократа» («Η Αληθινή απολογία του Σωκράτη», 1931), пізніше — «Щоденник Пенелопи» («Το ημερολόγιο της Πηνελόπης», 1947), збірку памфлетів «Диктатори» («Οι δικτάτορες», 1954).
Найзначнішим з його поетичних творів вважається «Пекуче світло». Власне кажучи, то не так збірка, як єдиний текст не досить визначеного жанру, де форма здебільшого драматична, а монологи та діалоги викладаються то прозою, то віршами. Основний зміст твору — дискусія між Прометеєм як представником античної міфології і Ісусом Христом, представником християнської. Сперечання йде про те, хто з них більший благодійник людства і якій традиції варто віддати перевагу. Уособлення автора — давногрецький бог глузування Мом — відповідає: жодній, і відкидає всі традиції. Але наприкінці з'являється персонаж, названий Вождем, і йому належать авторські симпатії. Багато років після написання «Пекучого світла» Варналіс визнав у листі до радянської газети «Известия», що в цьому персонажі він хотів утілити образ В. Леніна.
Політична заангажованість автора не заважала художній якості його творів. Так, 1956 року в Греції на национальному рівні широко відзначався двадцятип'ятирічний ювілей його вершинного твору — сатиричної новели «Справжня апологія Сократа», в якій він осучаснював опис подій, переказаних Платоном в однойменному творі. Так само вивернутою на сучасний лад виглядає й давня історія у повісті-памфлеті «Щоденник Пенелопи». Щоправда, якщо в творі про Сократа письменник майже не відступає від тексту Платона, лише наприкінці вкладаючи до вуст свого героя цілком сучасний заклик до рабів збунтуватися та повалити несправедливий суспільний лад, то в «Щоденнику» він орієнтується не на класичну історію з «Одіссеї», а на нетрадиційну легенду про Пенелопу як про безпринципну й зрадливу дружину.
За свої погляди письменник зазнав переслідувань: 1925 року його було звільнено з викладацької роботи, а 1935 — заслано. З іншого боку, він як провідник прокомуністичних ідей користувався великою доброзичливістю з боку радянських можновладців: 1934 року його було запрошено до СРСР, де він узяв участь у першому з'їзді радянських письменників, а 1959 — нагороджено міжнародною Ленінською премією «За зміцнення миру між народами».
Варналіс писав також літературно-критичні та естетичні нариси: «Соломос без метафізики» («Ο Σολωμός χωρίς μεταφυσική», 1925), «Естетика — критика» («Αισθητικά Κριτικά», 1958) та інші.
Крім того, йому належить драма «Аттал III» («Άτταλος ο Τρίτος», 1972) та переклади (Арістофан, Евріпід, Мольєр).

## Варналіс в українських перекладах
З огляду на суспільно-політичну позицію Варналіса його дуже охоче перекладали в Радянському Союзі. Зокрема, в Україні «Щоденник Пенелопи» вийшов у збірці «Сучасна грецька повість» (Київ, 1981), а «Сила душі» — у збірці «Поклик» (Київ, 1984). Того ж 1984 року вийшла збірка його прози у серії «Зарубіжна сатира і гумор». Серед перекладачів — А. Чердаклі, М. Батюк, В. Соколюк, О. Пономарів.

## Виноски
1. ↑  The Fine Art Archive — 2003.
2. ↑  Варналис Костас // Большая советская энциклопедия: [в 30 т.] / под ред. А. М. Прохорова — 3-е изд. — Москва: Советская энциклопедия, 1969.
3. ↑  Bibliothèque nationale de France BNF: платформа відкритих даних — 2011.
4. ↑  Karabelas N. Πρεβεζάνικα Χρονικά : Ευρετήριο τευχών 1-50 / за ред. N. Karabelas — Actia Nicopolis Foundation, 2014. — ISBN 978-960-7660-25-1
5. ↑  https://www.news247.gr/afieromata/fotografizontas-tis-geitonies-ton-poiiton.6259634.html
6. ↑  Назва недвозначно натякає на поему грецького класика Діонісіоса Соломоса «Вільні в облозі», присвячену героїчній обороні міста Месолонгі.
7. ↑  Саме до цієї книжки входять «В'язниця», та «Історія святого Пахомія», які виходили в українському перекладі (збірка 1984 року «Справжня апологія Сократа»).